# Conclave de abril de 1555
O Conclave de abril de 1555 foi a reunião de eleição papal realizada após a morte do Papa Júlio III. Durou de 5 a 9 de abril de 1555.

## Divisões no conclave

Brasão papal de Sua Santidade o papa Marcelo II

O Colégio de Cardeais se encontrava dividido em três partidos que apoiavam a uma pessoa:
- Partido Francês: reunia aos partidários do rei Henrique II de França. Seu líder era Carlos de Lorena-Guise.
- Partido dos Habsburgos: cardeais alinhados com o imperador Carlos V. Seu líder era o cardeal Juan Álvarez y Alva de Toledo.
- Partido italiano: grupo de cardeais italianos encabeçados por Alessandro Farnese, o cardeal-sobrinho do Papa Paulo III, sem conexões diretas com as principais potências católicas: o Império dos Habsburgos e França.

## Conclave
Os cardeais presentes em Roma entraram no conclave em 5 de abril. Inicialmente, se prepararam e subscreveram a capitulação em conclave, que determinou que o eleito teria a obrigação de manter a neutralidade nos conflitos europeus e foi proibido de guerrear com os príncipes cristãos. Apesar das divisões existentes, os cardeais chegaram rapidamente a um consenso. Em 9 de abril às 11 horas, foi eleito por aclamação o cardeal Marcello Cervini. Foi proposto pela facção francesa, que obteve também o apoio dos cardeais de Habsburgo.
Em 10 de abril pela manhã um exame formal foi feita para confirmar a eleição. Cervini recebeu todos os votos, exceto o próprio que havia dado a Gian Pietro Carafa. Manteve seu nome de batismo e agregou apenas o númeral (Marcelo II). Nesse mesmo dia, foi consagrado bispo de Roma pelo cardeal Gian Pietro Carafa, Decano do Colégio dos Cardeais e coroado pelo cardeal Francesco Pisani, protodiácono de São Marcos.

## Cardeais votantes
| Consistóro                   | Abril 1555 |
| ---------------------------- | ---------- |
| Julho 1517                   | 2          |
| Consistórios de Leão X       | 2          |
| Maio 1527                    | 1          |
| Janeiro 1529                 | 1          |
| Março 1530                   | 1          |
| Novembro 1533                | 2          |
| Consistórios de Clemente VII | 5          |
| Dezembro 1534                | 2          |
| Maio 1535                    | 1          |
| Dezembro 1536                | 4          |
| Dezembro 1538                | 3          |
| Dezembro 1539                | 4          |
| Junho 1542                   | 2          |
| Dezembro 1544                | 9          |
| Dezembro 1545                | 3          |
| Julho 1547                   | 2          |
| Janeiro 1548                 | 1          |
| Abril 1549                   | 2          |
| Consistórios de Paulo III    | 33         |
| Maio 1550                    | 1          |
| Dezembro 1551                | 12         |
| Dezembro 1553                | 4          |
| Consistórios de Júlio III    | 17         |
| Total                        | 57         |

| Criado por               | Cardeais | Por Cento |
| ------------------------ | -------- | --------- |
| Papa Leão X (LX)         | 02       | 3,51 %    |
| Papa Clemente VII (CVII) | 05       | 8,77 %    |
| Papa Paulo III (PIII)    | 033      | 57,89 %   |
| Papa Júlio III (JIII)    | 017      | 29,82 %   |
| Total                    | 57       | 100 %     |

### Cardeais Bispos
| Nº | Nome                                | Consistório   | Papa |
| -- | ----------------------------------- | ------------- | ---- |
| 1  | Gian Pietro Carafa                  | Dezembro 1536 | PIII |
| 2  | Jean du Bellay                      | Maio 1535     | PIII |
| 3  | Louis de Bourbon de Vendôme         | Julho 1517    | LX   |
| 4  | François de Tournon, C.R.S.A.       | Março 1530    | CVII |
| 5  | Juan Álvarez y Alva de Toledo, O.P. | Dezembro 1538 | PIII |
| 6  | Rodolfo Pio di Carpi                | Dezembro 1536 | PIII |

### Cardeais Presbíteros
| Nº | Nome                                       | Consistório   | Papa |
| -- | ------------------------------------------ | ------------- | ---- |
| 7  | Ercole Gonzaga                             | Maio 1527     | CVII |
| 8  | Claude de Longwy de Givry                  | Novembro 1533 | CVII |
| 9  | Robert de Lenoncourt                       | Dezembro 1538 | PIII |
| 10 | Antoine Sanguin de Meudon                  | Dezembro 1539 | PIII |
| 11 | Marcelo Cervini                            | Dezembro 1539 | PIII |
| 12 | Miguel da Silva                            | Dezembro 1539 | PIII |
| 13 | Giovanni Girolamo Morone                   | Junho 1542    | PIII |
| 14 | Cristoforo Madruzzo                        | Junho 1542    | PIII |
| 15 | Francisco Mendoza de Bobadilla             | Dezembro 1544 | PIII |
| 16 | Bartolomé de la Cueva y Toledo             | Dezembro 1544 | PIII |
| 17 | Georges d'Armagnac                         | Dezembro 1544 | PIII |
| 18 | Jacques d'Annebaut                         | Dezembro 1544 | PIII |
| 19 | Otto Truchsess von Waldburg                | Dezembro 1544 | PIII |
| 20 | Federico Cesi                              | Dezembro 1544 | PIII |
| 21 | Durante de Duranti                         | Dezembro 1544 | PIII |
| 22 | Tiberio Crispo                             | Dezembro 1544 | PIII |
| 23 | Pedro Pacheco de Villena                   | Dezembro 1545 | PIII |
| 24 | Henrique de Portugal                       | Dezembro 1545 | PIII |
| 25 | Charles de Lorraine-Guise                  | Julho 1547    | PIII |
| 26 | Carlos I de Bourbon                        | Janeiro 1548  | PIII |
| 27 | Girolamo Verallo                           | Abril 1549    | PIII |
| 28 | Giovanni Angelo Medici                     | Abril 1549    | PIII |
| 29 | Cristoforo Guidalotti Ciocchi del Monte    | Novembro 1551 | JIII |
| 30 | Fulvio Giulio della Corgna, O.S.Io.Hieros. | Novembro 1551 | JIII |
| 31 | Giovanni Michele Saraceni                  | Novembro 1551 | JIII |
| 32 | Giovanni Ricci de Montepulciano            | Novembro 1551 | JIII |
| 33 | Giovanni Andrea Mercurio                   | Novembro 1551 | JIII |
| 34 | Giacomo Puteo                              | Novembro 1551 | JIII |
| 35 | Pietro Bertani, O.P.                       | Novembro 1551 | JIII |
| 36 | Fabio Mignanelli                           | Novembro 1551 | JIII |
| 37 | Giovanni Poggio                            | Novembro 1551 | JIII |
| 38 | Giovanni Battista Cicala                   | Novembro 1551 | JIII |
| 39 | Girolamo Dandini                           | Novembro 1551 | JIII |

### Cardeais Diáconos
| Nº | Nome                                | Consistório   | Papa |
| -- | ----------------------------------- | ------------- | ---- |
| 40 | Francesco Pisani                    | Julho 1517    | LX   |
| 41 | Girolamo Doria                      | Janeiro 1529  | CVII |
| 42 | Odet de Coligny de Châtillon        | Novembro 1533 | CVII |
| 43 | Alessandro Farnese                  | Dezembro 1534 | PIII |
| 44 | Guido Ascanio Sforza di Santa Fiora | Dezembro 1534 | PIII |
| 45 | Reginald Pole                       | Dezembro 1536 | PIII |
| 46 | Niccolò Caetani                     | Dezembro 1536 | PIII |
| 47 | Ippolito II d'Este                  | Dezembro 1538 | PIII |
| 48 | Giacomo Savelli                     | Dezembro 1539 | PIII |
| 49 | Girolamo Capodiferro                | Dezembro 1544 | PIII |
| 50 | Ranuccio Farnese, O.S.Io.Hieros.    | Dezembro 1545 | PIII |
| 51 | Giulio Feltre della Rovere          | Julho 1547    | PIII |
| 52 | Innocenzo Ciocchi del Monte         | Maio 1550     | JIII |
| 53 | Luigi Cornaro                       | Novembro 1551 | JIII |
| 54 | Roberto de 'Nobili                  | Dezembro 1553 | JIII |
| 55 | Girolamo Simoncelli                 | Dezembro 1553 | JIII |

### Cardeais ausentes

#### Cardeais Presbíteros
| Nº | Nome                        | Consistório   | Papa |
| -- | --------------------------- | ------------- | ---- |
| 56 | Pietro Tagliavia d'Aragonia | Dezembro 1553 | JIII |

#### Cardeal Diácono
| Nº | Nome            | Consistório   | Papa |
| -- | --------------- | ------------- | ---- |
| 57 | Luís I de Guise | Dezembro 1553 | JIII |